# Franck Sauzée
Franck Sauzée (Aubenas, Francia, 28 de octubre de 1965) es un exfutbolista francés que se desempeñaba como centrocampista o líbero, siendo un futbolista muy polivalente. Tuvo también una breve carrera como entrenador.

## Clubes

### Jugador
| Club                  | País    | Año         | Partidos | Goles |
| FC Sochaux            | Francia | 1983 - 1988 | 150      | 40    |
| Olympique de Marsella | Francia | 1988 - 1990 | 68       | 9     |
| AS Mónaco             | Mónaco  | 1990 - 1991 | 28       | 7     |
| Olympique de Marsella | Francia | 1991 - 1993 | 57       | 14    |
| Atalanta BC           | Italia  | 1993 - 1994 | 16       | 1     |
| RC Estrasburgo        | Francia | 1994 - 1996 | 57       | 9     |
| Montpellier HSC       | Francia | 1996 - 1999 | 49       | 9     |
| Hibernian FC          | Escocia | 1999 - 2001 | 77       | 13    |

### Entrenador
| Club         | País    | Año         |
| ------------ | ------- | ----------- |
| Hibernian FC | Escocia | 2001 - 2002 |

## Palmarés
Olympique de Marsella
- Ligue 1: 1988-89, 1989-90, 1991-92
- Copa de Francia: 1989
- UEFA Champions League: 1993

AS Mónaco
- Copa de Francia: 1991

Hibernian FC
- Primera División de Escocia: 1998-99

- Datos: Q516192